# Rainha Internacional do Café 2018
Rainha Internacional do Café 2018 foi a 47ª edição do tradicional concurso de beleza feminino Rainha Internacional do Café, realizado anualmente dentro da histórica "Feria de Manizales" no início de Janeiro. O concurso recebeu vinte e três (23) candidatas, cinco a menos que no ano anterior, oriundas de diversas nações das Américas, Europa e Ásia, que disputaram o título que pertencia à mexicana eleita no ano anterior, Marilú Acevedo. O concurso foi realizado no dia 13 de janeiro e teve transmissão ao vivo pela Telecafé e RCN internacional.

## Resultados

### Colocação
| Posição   | País e Candidata              |
| Vencedora | - Espanha - Carmen Porras     |
| 2º. Lugar | - Canadá - Magdalena Stępień  |
| 3º. Lugar | - Venezuela - Yanett Díaz     |
| 4º. Lugar | - Panamá - Norma Díaz         |
| 5º. Lugar | - Porto Rico - Chelsey García |

### Prêmios Especiais
Foram distribuídos os seguintes prêmios especiais este ano: 
| Prêmio          | País e Candidata            |
| Melhor Rosto    | - Brasil - Anna Lyssa Valim |
| Melhor Cabelo   | - Espanha - Carmen Porras   |
| Melhores Pernas | - Panamá - Norma Díaz       |

### Rainha da Polícia
Foi escolhida pelos oficiais da corporação de Manizales: 
| Colocação  | País e Candidata                                                                                                 |
| 1          | - Espanha - Carmen Porras                                                                                        |
| Finalistas | - Brasil - Anna Lyssa Valim - Canadá - Magdalena Stępień - Honduras - Celia Monterrosa - Venezuela - Yanett Díaz |

### Outros Prêmios
| Colocação               | País e Candidata            |
| Melhor Catadora de Café | - Nicarágua - Yoselin Gómez |

### Ordem do Anúncio

#### Top 05
1. Porto Rico
2. Venezuela
3. Panamá
4. Espanha
5. Canadá

## Jurados

### Final
Ajudaram a selecionar a vencedora:
1. Carlos Mario Miranda, fashion designer;
2. Isabela López Loaiza, estudante de moda;
3. Jaime González, empresário e fashion designer;
4. Esperanza Barbosa Verano, colunista social;
5. Juan Carlos Giraldo, colunista social;

## Candidatas
Disputaram o título este ano: 23 candidatas. 
| País                 | Candidata             | I  | A    | Cidade Natal     | R      |
| Alemanha             | Katrin Eisenberg      | 26 | 1.78 | Dortmund         | [ 4 ]  |
| Argentina            | Dolores Cardoso       | 21 | 1.67 | Buenos Aires     | [ 4 ]  |
| Bolívia              | Mariem Suárez         | 21 | 1.74 | Santa Cruz       | [ 5 ]  |
| Brasil               | Anna Lyssa Valim      | 18 | 1.71 | Brasília         | [ 6 ]  |
| Canadá               | Magdalena Stępień     | 23 | 1.77 | Windsor          | [ 4 ]  |
| Chile                | Beatriz Ossa Parra    | 23 | 1.80 | Santiago         | [ 4 ]  |
| Colômbia             | Sharol Ramírez        | 19 | 1.78 | Buenaventura     | [ 7 ]  |
| Costa Rica           | Glennys Medina        | 22 | 1.73 | Rivas            | [ 8 ]  |
| Cuba                 | Brenda Estrada        | 22 | 1.70 | Havana           | [ 4 ]  |
| El Salvador          | Karla Morena Díaz     | 21 | 1.70 | Chalatenango     | [ 9 ]  |
| Equador              | Mónica González       | 25 | 1.70 | Guaiaquil        | [ 4 ]  |
| Espanha              | Carmen Porras         | 21 | 1.72 | Málaga           | [ 4 ]  |
| Honduras             | Celia Monterrosa      | 21 | 1.80 | Santa Bárbara    | [ 4 ]  |
| Japão                | Kanako Hirayama       | 23 | 1.73 | Hokkaido         | [ 4 ]  |
| México               | Phegda Bustillo       | 21 | 1.76 | Tuxtla Gutiérrez | [ 4 ]  |
| Nicarágua            | Yoselin Gómez         | 22 | 1.73 | San Lorenzo      | [ 4 ]  |
| Panamá               | Norma Díaz            | 23 | 1.75 | Pedasí           | [ 4 ]  |
| Paraguai             | Yessica Ledezma       | 23 | 1.71 | Guairá           | [ 4 ]  |
| Peru                 | Gabriela Lambruschini | 19 | 1.70 | Huánuco          | [ 4 ]  |
| Porto Rico           | Chelsey García        | 20 | 1.76 | Rincón           | [ 10 ] |
| Portugal             | Ana Moreira           | 21 | 1.71 | Lousada          | [ 11 ] |
| República Dominicana | Natasha Abreu         | 19 | 1.71 | Santiago         | [ 4 ]  |
| Venezuela            | Yanett Díaz           | 19 | 1.82 | Caracas          | [ 12 ] |

## Histórico

### Substituições
- Cuba - Laura Hernández ► Brenda Estrada

- México - Fabiola Peniche ► Phegda Bustillo

- Venezuela - Jey Fargas ► Yanett Díaz

### Desistências
- Estados Unidos - Yahiranelly López

- Polônia - Maja Sieron [13]

### Saíram
- Bahamas

- Guatemala

- Haiti

- Itália

- Uruguai

### Retornaram
- Equador

- Panamá

### Candidatas em outros concursos
Aspirantes ao título deste ano em outros concursos:
| Miss Mundo - 2017: Honduras - Celia Monterrosa - (Representando a Honduras em Sanya, na China) Miss International - 2017: Canadá - Magdalena Stępień - (Representando o Canadá em Tóquio, no Japão) Miss Grand International - 2017: Bolívia - Mariem Suárez - (Representando a Bolívia em Phú Quốc, no Vietnã) Miss Continentes Unidos - 2015: Honduras - Celia Monterrosa - (Representando a Honduras em Guaiaquil, no Ecuador) | Miss Intercontinental - 2016: Alemanha - Katrin Eisenberg - (Representando a Alemanha em Colombo, no Sri Lanca) Miss Eco International - 2016: Cuba - Brenda Estrada (Miss Fitness) - (Representando Cuba no Cairo, Egito) Miss Mundo Universitária - 2017: Costa Rica - Glennys Medina - (Representando a Costa Rica em Phnom Penh, no Camboja) |